# Piotr Rysiukiewicz
Piotr Grzegorz Rysiukiewicz (né le 14 juillet 1974 à Świebodzin) est un athlète polonais spécialiste du 400 mètres. 

## Carrière
Piotr Rysiukiewicz s'illustre dans l'épreuve du relais 4 × 400 m en remportant notamment la médaille d'or des Championnats du monde 2001, ainsi que deux médailles de bronze lors des Championnats du monde 1997 et 1999.
Il est, avec le relais polonais, deux fois sixième de la finale du 4 X 400 mètres lors des Jeux olympiques de 1996 et de 2000.
Il s'adjuge le titre individuel des Championnats de Pologne en 2002. 

## Records personnels
- 200 m : 21 s 31 (1999)
- 400 m : 45 s 54 (1999)
- 400 m (salle) : 46 s 63 (1999)

## Palmarès
| Année | Compétition                    | Lieu     | Place | Épreuve   |
| ----- | ------------------------------ | -------- | ----- | --------- |
| 1997  | Championnats du monde          | Athènes  | 3e    | 4 × 400 m |
| 1998  | Championnats d'Europe          | Budapest | 2e    | 4 × 400 m |
| 1999  | Championnats du monde en salle | Maebashi | 2e    | 4 × 400 m |
| 2000  | Jeux olympiques                | Sydney   | 6e    | 4 × 400 m |
| 2001  | Championnats du monde en salle | Lisbonne | 1er   | 4 × 400 m |
| 2001  | Championnats du monde          | Edmonton | 3e    | 4 × 400 m |
| 2002  | Championnats d'Europe en salle | Vienne   | 1er   | 4 × 400 m |
| 2005  | Championnats du monde          | Helsinki | 5e    | 4 × 400 m |
| 2006  | Championnats d'Europe          | Göteborg | 3e    | 4 × 400 m |